# John Cornyn
John Cornyn III (Houston, 2 febbraio 1952) è un politico statunitense, senatore per lo stato del Texas dal 2002 e precedentemente Procuratore generale del Texas dal 1999 al 2002. Cornyn è membro del Partito Repubblicano.

## Biografia
Cornyn è nato a Houston, in Texas, figlio di un colonnello della United States Air Force. Insieme alla sua famiglia si trasferì a Tokyo, dove frequentò una scuola americana locale. In seguito frequentò la Trinity University di San Antonio, dove si laureò in giornalismo nel 1973; successivamente ottenne un dottorato in legge presso la Saint Mary's University e un master all'Università della Virginia.
Ha prestato servizio come giudice distrettuale a San Antonio per sei anni prima di essere eletto alla Corte Suprema del Texas, dove ha lavorato per i successivi sette anni. 
Nel 1998 fu eletto procuratore generale del Texas, sconfiggendo alle elezioni il democratico Jim Mattox, che in passato aveva già ricoperto il ruolo di procuratore. Si candidò poi nel 2002 come senatore del Texas, venendo eletto. È stato poi rieletto successivamente per altri tre mandati negli anni 2008, 2014 e 2020.